# Paryż-Nicea 2014
72. edycja wyścigu kolarskiego Paryż-Nicea odbyła się w dniach 9-16 marca 2014 roku. Trasa tego wyścigu liczyła osiem etapów, o łącznym dystansie 1 446,5 km. Wyścig figuruje w rankingu światowym UCI World Tour 2014.

## Uczestnicy
Na starcie wyścigu stanęło dwadzieścia jeden drużyn. Wśród nich znalazło się osiemnaście ekip UCI World Tour 2014 oraz trzy inne zaproszone przez organizatorów. Każda z drużyn wystawiła po ośmiu kolarzy, dzięki czemu w całym wyścigu wystartowało 168 zawodników.
| Numery  | Kod | Drużyna                 |
| ------- | --- | ----------------------- |
| 1-8     | SKY | Team Sky                |
| 11-18   | GRS | Garmin-Sharp            |
| 21-28   | ALM | Ag2r-La Mondiale        |
| 31-38   | BMC | BMC Racing Team         |
| 41-48   | IAM | IAM Cycling             |
| 51-58   | OGE | Orica-GreenEDGE         |
| 61-68   | LAM | Lampre-Merida           |
| 71-78   | AST | Pro Team Astana         |
| 81-88   | LTB | Lotto-Belisol           |
| 91-98   | FDJ | FDJ.fr                  |
| 101-108 | OPQ | Omega Pharma-Quick Step |

| Numery  | Kod | Drużyna             |
| ------- | --- | ------------------- |
| 111-118 | BEL | Belkin              |
| 121-128 | TRE | Trek Factory Racing |
| 131-138 | EUC | Team Europcar       |
| 141-148 | MOV | Movistar Team       |
| 151-158 | KAT | Team Katusha        |
| 161-168 | COF | Cofidis             |
| 171-178 | TTS | Team Tinkoff-Saxo   |
| 181-188 | CAN | Cannondale          |
| 191-198 | GIA | Giant-Shimano       |
| 201-208 | BSE | Bretagne-Séché      |

## Etapy
| Etap | Data     | Start - Meta                            | km    | Typ | Zwycięzca etapu   | Lider           |
| ---- | -------- | --------------------------------------- | ----- | --- | ----------------- | --------------- |
| 1.   | 9 marca  | Mantes-la-Jolie > Mantes-la-Jolie       | 162.5 |     | Nacer Bouhanni    | Nacer Bouhanni  |
| 2.   | 10 marca | Rambouillet > Saint-Georges-sur-Baulche | 205   |     | Moreno Hofland    | Nacer Bouhanni  |
| 3.   | 11 marca | Toucy > Circuit de Nevers Magny-Cours   | 180   |     | John Degenkolb    | John Degenkolb  |
| 4.   | 12 marca | Nevers > Belleville                     | 201.5 |     | Tom-Jelte Slagter | Geraint Thomas  |
| 5.   | 13 marca | Crêches-sur-Saône > Rive-de-Gier        | 153   |     | Carlos Betancur   | Geraint Thomas  |
| 6.   | 14 marca | Saint-Saturnin-lès-Avignon > Fayence    | 221.5 |     | Carlos Betancur   | Carlos Betancur |
| 7.   | 15 marca | Mougins > Biot                          | 195.5 |     | Tom-Jelte Slagter | Carlos Betancur |
| 8.   | 16 marca | Nicea > Nicea                           | 128   |     | Arthur Vichot     | Carlos Betancur |

### Etap 1 - 09.03: Mantes-la-Jolie > Mantes-la-Jolie, 162,5 km
| #   | Zawodnik           | Zespół | Czas       |
| --- | ------------------ | ------ | ---------- |
| 1   | Nacer Bouhanni     | FDJ    | 3h 53' 11" |
| 2   | John Degenkolb     | GIA    | + 0"       |
| 3   | Gianni Meersman    | OPQ    | + 0"       |
|     |                    |        |            |
| 38  | Rafał Majka        | TST    | + 0"       |
| 138 | Sylwester Szmyd    | MOV    | + 1' 09"   |
| 147 | Przemysław Niemiec | LAM    | + 1' 09"   |

| #   | Zawodnik           | Zespół | Czas       |
| --- | ------------------ | ------ | ---------- |
| 1   | Nacer Bouhanni     | FDJ    | 3h 53' 01" |
| 2   | Gianni Meersman    | OPQ    | + 1"       |
| 3   | John Degenkolb     | GIA    | + 4"       |
|     |                    |        |            |
| 39  | Rafał Majka        | TST    | + 10"      |
| 140 | Sylwester Szmyd    | MOV    | + 1' 19"   |
| 149 | Przemysław Niemiec | LAM    | + 1' 19"   |

### Etap 2 - 10.03: Rambouillet > Saint-Georges-sur-Baulche, 205 km
| #   | Zawodnik           | Zespół | Czas       |
| --- | ------------------ | ------ | ---------- |
| 1   | Moreno Hofland     | BEL    | 4h 53' 46" |
| 2   | John Degenkolb     | GIA    | + 0"       |
| 3   | Nacer Bouhanni     | FDJ    | + 0"       |
|     |                    |        |            |
| 42  | Rafał Majka        | TST    | + 7"       |
| 109 | Przemysław Niemiec | LAM    | + 18"      |
| 114 | Sylwester Szmyd    | MOV    | + 18"      |

| #   | Zawodnik           | Zespół | Czas       |
| --- | ------------------ | ------ | ---------- |
| 1   | Nacer Bouhanni     | FDJ    | 8h 46' 43" |
| 2   | John Degenkolb     | GIA    | + 2"       |
| 3   | Moreno Hofland     | BEL    | + 4"       |
|     |                    |        |            |
| 32  | Rafał Majka        | TST    | + 21"      |
| 118 | Sylwester Szmyd    | MOV    | + 1' 41"   |
| 121 | Przemysław Niemiec | LAM    | + 1' 41"   |

### Etap 3 - 11.03: Toucy > Circuit de Nevers Magny-Cours, 180 km
| #   | Zawodnik           | Zespół | Czas       |
| --- | ------------------ | ------ | ---------- |
| 1   | John Degenkolb     | GIA    | 4h 27' 26" |
| 2   | Matthew Goss       | OGE    | + 0"       |
| 3   | José Joaquín Rojas | MOV    | + 0"       |
|     |                    |        |            |
| 39  | Rafał Majka        | TST    | + 0"       |
| 89  | Przemysław Niemiec | LAM    | + 0"       |
| 123 | Sylwester Szmyd    | MOV    | + 0"       |

| #   | Zawodnik           | Zespół | Czas        |
| --- | ------------------ | ------ | ----------- |
| 1   | John Degenkolb     | GIA    | 13h 14' 01" |
| 2   | Nacer Bouhanni     | FDJ    | + 8"        |
| 3   | Moreno Hofland     | BEL    | + 12"       |
|     |                    |        |             |
| 28  | Rafał Majka        | TST    | + 29"       |
| 112 | Przemysław Niemiec | LAM    | + 1' 49"    |
| 114 | Sylwester Szmyd    | MOV    | + 1' 49"    |

### Etap 4 - 12.03: Nevers > Belleville, 201,5 km
| #   | Zawodnik           | Zespół | Czas       |
| --- | ------------------ | ------ | ---------- |
| 1   | Tom-Jelte Slagter  | GRS    | 5h 00' 09" |
| 2   | Geraint Thomas     | SKY    | + 0"       |
| 3   | Wilco Kelderman    | BEL    | + 5"       |
|     |                    |        |            |
| 18  | Przemysław Niemiec | LAM    | + 5"       |
| 84  | Sylwester Szmyd    | MOV    | + 3' 43"   |
| 110 | Rafał Majka        | TST    | + 4' 15"   |

| #  | Zawodnik           | Zespół | Czas        |
| -- | ------------------ | ------ | ----------- |
| 1  | Geraint Thomas     | SKY    | 18h 14' 25" |
| 2  | John Degenkolb     | GIA    | + 3"        |
| 3  | Tom-Jelte Slagter  | GRS    | + 4"        |
|    |                    |        |             |
| 55 | Przemysław Niemiec | LAM    | + 1' 39"    |
| 78 | Rafał Majka        | TST    | + 4' 29"    |
| 88 | Sylwester Szmyd    | MOV    | + 5' 17"    |

### Etap 5 - 13.03: Crêches-sur-Saône > Rive-de-Gier, 153 km
| #   | Zawodnik           | Zespół | Czas       |
| --- | ------------------ | ------ | ---------- |
| 1   | Carlos Betancur    | ALM    | 3h 38' 15" |
| 2   | Bob Jungels        | TRE    | + 0"       |
| 3   | Jakob Fuglsang     | AST    | + 0"       |
|     |                    |        |            |
| 37  | Rafał Majka        | TST    | + 2"       |
| 54  | Przemysław Niemiec | LAM    | + 2"       |
| 109 | Sylwester Szmyd    | MOV    | + 7' 30"   |

| #  | Zawodnik           | Zespół | Czas        |
| -- | ------------------ | ------ | ----------- |
| 1  | Geraint Thomas     | SKY    | 21h 52' 42" |
| 2  | John Degenkolb     | GIA    | + 3"        |
| 3  | Tom-Jelte Slagter  | GRS    | + 4"        |
|    |                    |        |             |
| 43 | Przemysław Niemiec | LAM    | + 1' 39"    |
| 57 | Rafał Majka        | TST    | + 4' 29"    |
| 93 | Sylwester Szmyd    | MOV    | + 12' 45"   |

### Etap 6 - 14.03: Saint-Saturnin-lès-Avignon > Fayence, 221,5 km
| #  | Zawodnik           | Zespół | Czas       |
| -- | ------------------ | ------ | ---------- |
| 1  | Carlos Betancur    | ALM    | 5h 12' 11" |
| 2  | Rui Costa          | LAM    | + 0"       |
| 3  | Zdeněk Štybar      | OPQ    | + 3"       |
|    |                    |        |            |
| 12 | Rafał Majka        | TST    | + 11"      |
| 29 | Przemysław Niemiec | LAM    | + 28"      |
| 80 | Sylwester Szmyd    | MOV    | + 14' 34"  |

| #  | Zawodnik           | Zespół | Czas        |
| -- | ------------------ | ------ | ----------- |
| 1  | Carlos Betancur    | ALM    | 27h 04' 48" |
| 2  | Geraint Thomas     | SKY    | + 8"        |
| 3  | Rui Costa          | LAM    | + 18"       |
|    |                    |        |             |
| 32 | Przemysław Niemiec | LAM    | + 2' 12"    |
| 36 | Rafał Majka        | TST    | + 4' 45"    |
| 97 | Sylwester Szmyd    | MOV    | + 27' 24"   |

### Etap 7 - 15.03: Mougins > Biot, 195,5 km
| #   | Zawodnik           | Zespół | Czas       |
| --- | ------------------ | ------ | ---------- |
| 1   | Tom-Jelte Slagter  | GRS    | 5h 00' 05" |
| 2   | Rui Costa          | LAM    | + 0"       |
| 3   | Carlos Betancur    | ALM    | + 0"       |
|     |                    |        |            |
| 16  | Rafał Majka        | TST    | + 0"       |
| 46  | Przemysław Niemiec | LAM    | + 1' 42"   |
| 134 | Sylwester Szmyd    | MOV    | + 22' 07"  |

| #   | Zawodnik           | Zespół | Czas        |
| --- | ------------------ | ------ | ----------- |
| 1   | Carlos Betancur    | ALM    | 32h 04' 49" |
| 2   | Rui Costa          | LAM    | + 14"       |
| 3   | Zdeněk Štybar      | OPQ    | + 26"       |
|     |                    |        |             |
| 31  | Przemysław Niemiec | LAM    | + 3' 58"    |
| 32  | Rafał Majka        | TST    | + 4' 49"    |
| 116 | Sylwester Szmyd    | MOV    | + 49' 35"   |

### Etap 8 - 16.03: Nicea > Nicea, 128 km
| #  | Zawodnik           | Zespół | Czas       |
| -- | ------------------ | ------ | ---------- |
| 1  | Arthur Vichot      | FDJ    | 3h 06' 56" |
| 2  | José Joaquín Rojas | MOV    | + 0"       |
| 3  | Cyril Gautier      | EUC    | + 0"       |
|    |                    |        |            |
| 31 | Przemysław Niemiec | LAM    | + 1' 08"   |
| 45 | Rafał Majka        | TST    | + 0"       |
| 91 | Sylwester Szmyd    | MOV    | + 9' 06"   |

| #   | Zawodnik           | Zespół | Czas        |
| --- | ------------------ | ------ | ----------- |
| 1   | Carlos Betancur    | ALM    | 35h 11' 45" |
| 2   | Rui Costa          | LAM    | + 14"       |
| 3   | Arthur Vichot      | FDJ    | + 20"       |
|     |                    |        |             |
| 31  | Rafał Majka        | TST    | + 4' 49"    |
| 33  | Przemysław Niemiec | LAM    | + 5' 06"    |
| 100 | Sylwester Szmyd    | MOV    | + 58' 41"   |

## Liderzy klasyfikacji po etapach
| Etap                 | Zwycięzca            | Klasyfikacja generalna | Klasyfikacja punktowa | Klasyfikacja górska | Klasyfikacja młodzieżowa | Klasyfikacja drużynowa  |
| -------------------- | -------------------- | ---------------------- | --------------------- | ------------------- | ------------------------ | ----------------------- |
| 1                    | Nacer Bouhanni       | Nacer Bouhanni         | Nacer Bouhanni        | Christophe Laborie  | Nacer Bouhanni           | Omega Pharma-Quick Step |
| 2                    | Moreno Hofland       | Nacer Bouhanni         | Nacer Bouhanni        | Christophe Laborie  | Nacer Bouhanni           | Team Katusha            |
| 3                    | John Degenkolb       | John Degenkolb         | John Degenkolb        | Christophe Laborie  | John Degenkolb           | Team Katusha            |
| 4                    | Tom-Jelte Slagter    | Geraint Thomas         | John Degenkolb        | Valerio Agnoli      | John Degenkolb           | Ag2r-La Mondiale        |
| 5                    | Carlos Betancur      | Geraint Thomas         | John Degenkolb        | Sylvain Chavanel    | John Degenkolb           | Ag2r-La Mondiale        |
| 6                    | Carlos Betancur      | Carlos Betancur        | John Degenkolb        | Sylvain Chavanel    | Carlos Betancur          | Movistar Team           |
| 7                    | Tom-Jelte Slagter    | Carlos Betancur        | John Degenkolb        | Pim Ligthart        | Carlos Betancur          | Movistar Team           |
| 8                    | Arthur Vichot        | Carlos Betancur        | John Degenkolb        | Pim Ligthart        | Carlos Betancur          | Movistar Team           |
| Klasyfikacja końcowa | Klasyfikacja końcowa | Carlos Betancur        | John Degenkolb        | Pim Ligthart        | Carlos Betancur          | Movistar Team           |

## Klasyfikacje końcowe

### Klasyfikacja generalna
|     | Zawodnik           | Zespół            | Czas        |
| --- | ------------------ | ----------------- | ----------- |
| 1   | Carlos Betancur    | Ag2r-La Mondiale  | 35h 11' 45" |
| 2   | Rui Costa          | Lampre-Merida     | + 14"       |
| 3   | Arthur Vichot      | FDJ.fr            | + 20"       |
| 4   | José Joaquín Rojas | Movistar Team     | + 21"       |
| 5   | Jakob Fuglsang     | Pro Team Astana   | + 29"       |
| 6   | Cyril Gautier      | Team Europcar     | + 31"       |
| 7   | Stefan Denifl      | IAM Cycling       | + 35"       |
| 8   | Simon Špilak       | Team Katusha      | + 36"       |
| 9   | Peter Velits       | BMC Racing Team   | + 39"       |
| 10  | Tony Gallopin      | Lotto-Belisol     | + 41"       |
|     |                    |                   |             |
| 31  | Rafał Majka        | Team Tinkoff-Saxo | + 4' 49"    |
| 33  | Przemysław Niemiec | Lampre-Merida     | + 5' 06"    |
| 100 | Sylwester Szmyd    | Movistar Team     | + 58' 41"   |

|   | Zawodnik           | Zespół           | Punkty |
| - | ------------------ | ---------------- | ------ |
| 1 | John Degenkolb     | Giant-Shimano    | 44     |
| 2 | Carlos Betancur    | Ag2r-La Mondiale | 42     |
| 3 | José Joaquín Rojas | Movistar Team    | 40     |
| 4 | Tom-Jelte Slagter  | Garmin-Sharp     | 34     |
| 5 | Arthur Vichot      | FDJ.fr           | 33     |

|    | Zawodnik           | Zespół              | Punkty |
| -- | ------------------ | ------------------- | ------ |
| 1  | Pim Ligthart       | Lotto-Belisol       | 44     |
| 2  | Mathias Frank      | IAM Cycling         | 25     |
| 3  | Sylvain Chavanel   | IAM Cycling         | 20     |
| 4  | Francesco Gavazzi  | Pro Team Astana     | 19     |
| 5  | Fränk Schleck      | Trek Factory Racing | 16     |
|    |                    |                     |        |
| 23 | Przemysław Niemiec | Lampre-Merida       | 6      |
| 30 | Sylwester Szmyd    | Movistar Team       | 4      |

|   | Zawodnik              | Zespół              | Czas        |
| - | --------------------- | ------------------- | ----------- |
| 1 | Carlos Betancur       | Ag2r-La Mondiale    | 35h 11' 45" |
| 2 | Sébastien Reichenbach | IAM Cycling         | + 46"       |
| 3 | Wilco Kelderman       | Belkin              | + 1' 05"    |
| 4 | Tom-Jelte Slagter     | Garmin-Sharp        | + 1' 37"    |
| 5 | Bob Jungels           | Trek Factory Racing | + 2' 05"    |
|   |                       |                     |             |
| 9 | Rafał Majka           | Team Tinkoff-Saxo   | + 4' 49"    |

|   | Zespół           | Czas         |
| - | ---------------- | ------------ |
| 1 | Movistar Team    | 105h 37′ 05″ |
| 2 | Ag2r-La Mondiale | + 2' 34"     |
| 3 | IAM Cycling      | + 4' 12"     |
| 4 | Lampre-Merida    | + 5' 26"     |
| 5 | Bretagne-Séché   | + 8' 41"     |